# Sinfonia n. 6 "Degli archi"
La Sinfonia n.6 "degli archi" è una composizione sinfonica di Gian Francesco Malipiero. Completata il 26 novembre 1947 e composta per i soli archi, la partitura è dedicata a Paul Sacher, mecenate, impresario e direttore d'orchestra svizzero, per decenni alla guida della Basler Kammerorchester.
Fu questo complesso a eseguirla a Basilea in prima assoluta, sotto la direzione dello stesso Sacher, l'11 febbraio 1949.
Tra le sinfonie di Malipiero, è quella che gode ancora di una certa stabilità nel repertorio orchestrale, testimoniata anche da varie incisioni discografiche in anni recenti.

## Movimenti
I tempi sono quattro:
1.Allegro
2.Piuttosto lento
3.Allegro vivo
4.Lento, ma non troppo. Allegro.
Molto triste (lento)
Il richiamo al concerto grosso barocco è abbastanza evidente nel ricorso alla struttura in quattro movimenti. Quelli veloci, "Allegro" e "Allegro vivo", si presentano compatti e brevi, traboccanti di motivi che ne impediscono la divisione in sezioni.
Il secondo movimento, "Piuttosto lento" che segue la costruzione libera di quello precedente, è una pagina meditativa, di struggente lirismo. Il quarto movimento, come è tipico delle sinfonie di Malipiero, ha un carattere variabile: all'inizio c'è un "Lento ma non troppo" in cui riaffiora il motivo del secondo movimento; seguono un "Allegro" e un "Molto triste"(lento), che chiude la composizione con accenti funebri, sottolineati da un triplice finale pianissimo.

## Incisioni discografiche
Orchestra Sinfonica di Mosca, Antonio de Almeida (Marco Polo, 1993)
Orchestra della Provincia di Catanzaro "La Grecìa", Francesco di Mauro (Stradivarius, 2012).
Orchestra Nazionale Artes, Andrea Vitello (Tactus 2016)
Orchestra della Svizzera Italiana, Damian Iorio (Naxos 2020)